# Rubídium-bromát
A rubídium-bromát a brómsav rubídiumsója, képlete RbBrO3.

## Előállítása
Rubídium-karbonát és brómsav reakciójával lehet előállítani:
{\displaystyle \mathrm {Rb_{2}CO_{3}+2\ HBrO_{3}\longrightarrow 2\ RbBrO_{3}+H_{2}O+CO_{2}\uparrow } }
De elő lehet állítani rubídium-karbonát és nátrium-bromát reakciójával is:
{\displaystyle \mathrm {Rb_{2}CO_{3}+2\ NaBrO_{3}\longrightarrow 2\ RbBrO_{3}+Na_{2}CO_{3}} }

## Tulajdonságai
| Az RbBrO3 oldhatósága a vízben |      |      |      |      |
| Hőmérséklet [°C]               | 25   | 30   | 35   | 40   |
| Oldhatóság [g/l]               | 29,3 | 35,5 | 42,8 | 50,8 |

A rubídium-bromát vízmentesen kristályosodik. Kristályai köbösek tércsoport:  R3m. Rács paraméterei:a = 621.8 pm és c = 809.9 pm, elemi cellája három atomot tartalmaz. Hidrogén-bromiddal reagálva rubídium-tribromid keletkezik belőle.

## Fordítás
Ez a szócikk részben vagy egészben  a   Rubidiumbromat című német Wikipédia-szócikk fordításán alapul.  Az eredeti cikk szerkesztőit annak laptörténete sorolja fel. Ez a jelzés csupán a megfogalmazás eredetét és a szerzői jogokat jelzi, nem szolgál a cikkben szereplő információk forrásmegjelöléseként.